# Igreja do Reino da Arte

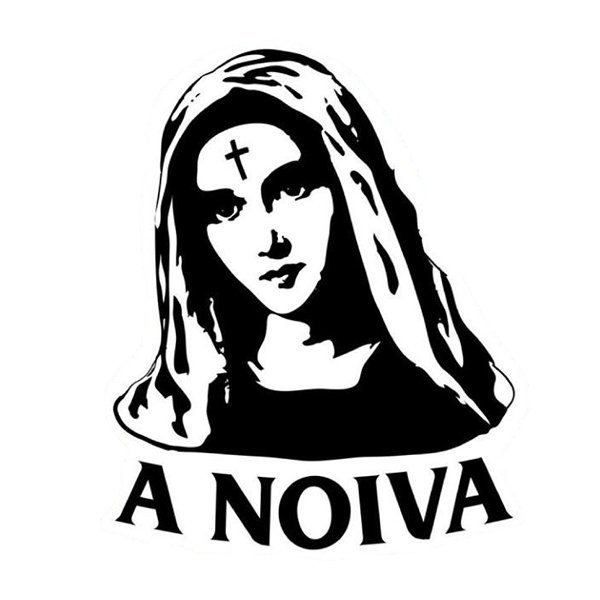
Símbolo d'A Noiva

A Igreja do Reino da Arte ou A Noiva é uma igreja criada no Rio de Janeiro, Rocinha, que promove cultos para a adoração à altíssima arte.
A Noiva só existe quando seus seguidores estão reunidos. "Onde estiverem dois ou três reunidos em meu nome, aí estou eu no meio deles’. Mateus. 18:20"
Dessa forma, são a partir dos cultos comuns às práticas cristãs que essas reuniões acontecem. O dízimo é comumente associado às igrejas evangélicas pela doação de 10% da renda mensal de seus fiéis à igreja, no contexto d'A Noiva essa passa a ser uma exposição individual de 10% da produção de um seguidor.
Dentre essa, a igreja do reino da arte exerce diversas outras práticas para disseminar sua fé, como Peregrinações, Santa Ceias, Oferendas, Ações de Graça, Boas Novas, Confissões, Batismos, 1as Comunhões, Seitas, Canonizações, etc.